# Dietmar Schicke
Dietmar Schicke (* 26. Oktober 1942 in Löwen, Landkreis Brieg, Niederschlesien) ist ein ehemaliger deutscher Politiker (LDPD/FDP). Während der Wende in der DDR war er 1990 frei gewählter Abgeordneter der Volkskammer sowie Landesvorsitzender der LDP, des Bundes Freier Demokraten bzw. der FDP Sachsen.

## Leben
Der Sohn eines Bauern wurde in Schlesien geboren und nach dem Ende des  Zweiten Weltkriegs ins Vogtland in die Sowjetische Besatzungszone umgesiedelt. Nach dem Besuch der Grundschule von 1949 bis 1957 und der Oberschule mit Abitur bis 1961 in Reichenbach im Vogtland leistete er 1961/62 freiwilligen Wehrdienst. Von 1962 bis 1963 arbeitete er als Brigade-Abrechner bei der MTS Mylau. Von 1963 bis 1967 studierte er am Pädagogischen Institut Leipzig mit dem Abschluss als Lehrer für Russisch und Deutsch. Von 1967 bis 1985 arbeitete er als Lehrer und Fachberater in Netzschkau. Während dieser Zeit absolvierte er von 1975 bis 1978 ein Fernstudium am Puschkin-Institut. Von 1985 bis 1988 war er Direktor der Pestalozzi-Oberschule in Reichenbach.  
Schicke, ab 1967 Mitglied der LDPD, war von 1984 bis 1988 Vorsitzender des LDPD-Kreisverbandes Reichenbach und Abgeordneter des Kreistages. Er übernahm von 1988 bis Februar 1990 die Funktion des LDPD-Bezirksvorsitzenden in Karl-Marx-Stadt und wurde auch Mitglied des Zentralvorstandes der LDPD. Bei der Konstituierung des LDP-Landesverbandes Sachsen (das zweite ‚D‘ wurde aus der Abkürzung gestrichen) am 24. Februar 1990 in Karl-Marx-Stadt wurde er zum Vorsitzenden gewählt. Gleichzeitig wurde er sächsischer Landesvorsitzender des Bundes Freier Demokraten (BFD), der sich im März 1990 vom Wahlbündnis in eine Partei umwandelte, in der die LDP und die NDPD aufgingen.
Bei der Volkskammerwahl am 18. März 1990 wurde er in die Volkskammer gewählt und war dort stellvertretender Fraktionsvorsitzender der Liberalen. Im August 1990 wurde er auf dem Vereinigungsparteitag in den FDP-Bundesvorstand gewählt. Mit dem Beitritt der DDR zur Bundesrepublik am 3. Oktober 1990 sollte er als Abgeordneter der FDP in den Bundestag einziehen. Dazu kam es nicht mehr, da er wegen MfS-Verstrickungen von seinen politischen Ämtern zurücktreten musste.